# Cas Bitel 2
El Cas Bitel 2 (anomenat així arran del Cas Bitel) és un cas de corrupció que afectà el gerent de l'empresa pública d'informàtica del Govern de les Illes Balears Bitel (Balears Innovació Telemàtica, S.A.), Damià Vidal Rodríguez durant el segon govern de Jaume Matas (2003-2007).
Els fets es conegueren el 19 d'abril de 2008, arran de la detenció de Damià Vidal i tres persones més acusats d'haver malversat presumptament 700.000 euros de fons públics. Les detencions es feren després d'una investigació iniciada per una denúncia de l'actual consell d'administració de Bitel a la fiscalia anticorrupció de les Illes Balears, que acusa Vidal d'ús il·lícit de la targeta de crèdit de l'empresa.
La fiscalia també investiga l'adjudicació de contractes a societats o persones que sempre eren les mateixes i per unes feines que no es duien a terme.

## Implicats
- Damià Vidal: És professor a la Universitat de les Illes Balears (UIB), especialista en enginyeria i seguretat de programes i sistemes. Acusat de malversació de fons públics, frau a l'Administració, prevaricació i suborn. 5 anys de presó i 15 d'inhabilitació
- Ramón de la Iglesia Vidal: Exdirigent de Noves Generacions del PP. Presó o multa de 1.080 €. A més ha de pagar 6.300 € més.
- Ivan Guardia: Enginyer informàtic que va fer feina per Bitel. Presó o multa de 1.080 €. A més ha de pagar 19.600 €
- Sebastià Romaguera: Exsecretari de Bitel. Cooperador necessari de la trama. Ha de pagar 5.400 euros de multa.
- Miquel Simonet Guijon: Exadministrador de Bitel. Absolt.

## Condemna
L'Audiència de Palma va condemnar, dia 21 de desembre de 2012, a cinc anys de presó l'exgerent de l'empresa pública Bitel, Damià Vidal, pels delictes de malversació de fons públics, frau a l'Administració, prevaricació i suborn. El dia 14 de març de 2014 va ingressar a la presó després de ser confirmada la seva condemna pel Tribunal Suprem.
El tribunal considera provat que va desfalcar 700.000 euros públics entre el 2003 i el 2007. I li reclama una fiança de responsabilitat civil de 565.951 euros i la meitat d'una altra de 197.372 euros.
A banda de Vidal, la sentència condemna a mig any de presó l'exdirigent de Noves Generacions del PP, Ramón de la Iglesia Vidal i l'enginyer informàtic que va fer feina per Bitel, Ivan Guardia. Poden substituir la presó per una multa de 1.080 euros i, a part, el primer també haurà de pagar 6.300 euros i el segon, 19.600. L'exsecretari de Bitel, Sebastià Romaguera, pel seu costat, haurà de pagar 5.400 euros de multa. El tribunal declara que els dos primers es varen afavorir del desfalc de Vidal aconseguint contractes públics, però els aplica l'atenuant de confessió, i que Romaguera va ser cooperador necessari de la trama, tot i que té en compte l'atenuant de reparació de dany. Absol l'exadministrador de Bitel Miquel Simonet, a qui el fiscal havia retirat l'acusació.
La Fiscalia havia reclamat dotze anys de presó per a Vidal, però el tribunal té en compte un atenuant de reparació de dany -per haver tornat 12.226 euros gastats amb la Visa de l'empresa- i l'aval de 100.000 euros que havia presentat durant el procés. Així mateix, li reconeix un atenuant per la tardança de la sentència -el judici va ser a l'abril i la sentència al desembre-. Amb tot, nega cap atenuant pel trastorn bipolar que va al·legar la defensa de Vidal, que no considera acreditat.
Quan era director gerent de Bitel, Vidal va pagar despeses personals amb la targeta de crèdit de Bitel; va treure doblers directament de caixers automàtics; es va fer transferències dels comptes de l'empresa als seus personals; es va autoatorgar augments de sou, plusos i tota mena de gratificacions; va contractar una empresa fundada per ell mateix (Hélix Infocom SL) i cobrava comissió d'altres empreses que afavoria.
El ponent de la sentència ha estat el magistrat de l'Audiència de Palma, Eduardo Calderón.